# Бодаква (річка)
Бодаква́ — річка в Україні, в межах Лохвицького району Полтавської області. Ліва притока Сули (басейн Дніпра).

## Опис
Довжина річки 32,1 км, площа басейну 237 км². Похил річки 0,75 м/км. Річище в багатьох місцях випрямлене. Річкова долина широка, у верхів'ї та в пониззі заболочена. 

## Розташування
Бодаква бере початок на схід від села Нижня Будаківка. Тече переважно на захід, місцями — на північний захід і південний захід. Впадає до Сули біля південно-західної частини села Бодакви.
Основна притока: Буйлів Яр (права).

## Про назву
Щодо походження назви є різні думки. Так проф. К. М. Тищенко вважає, що топонім Бодаква є готизмом.
Історик Віра Никанорівна Жук вважає, що назва походить від слова тюркського походження «батак», «батаг», тобто «болото», «низина», «трясовина».
Ще одна версія походження назви пов'язана з латинським «aqua» (вода). 
Назва належить до обмеженої групи архаїчних гідронімів на -кв(а), які не виявляють чітких етимологічних зв'язків. За формальними ознаками (фіналь -ква) вона тяжіє до германських або іллірійських утворень. Згадується як Бодаква (1684), Будаква (1786), Батаква (1789), Будавка, Бодавка (1913). Річка дала назву однойменному селу. 

## Виноски
1. ↑  Гирло Бодакви на карті "Бодаква: топоніміка та історія".
2. ↑  Мовні свідки формування українців, Інтерв’ю з доктором філол. наук, проф. К.М. Тищенком для журналу «Дивослово», травень 2007. Архів оригіналу за 26 грудня 2008. Процитовано 22 травня 2009.
3. ↑  Дмитро Андрієвський і його родинне село. Архів оригіналу за 2 вересня 2010. Процитовано 22 травня 2009. [Архівовано 2010-09-02 у Wayback Machine.]
4. ↑  Полтавсько-київський діалект — основа української національної мови. 1954. С. 150. Архів оригіналу за 1 серпня 2016. Процитовано 15 березня 2015.
5. ↑  Шафонский А. "Черниговскаго наместничества топографическое описание". Киев, 1851, с. 581 (помилк. – 481).
6. ↑  В.В. Лучик. Етюди з «Короткого етимологічного словника топонімів України». 3. Архів оригіналу за 30 жовтня 2014. Процитовано 19 липня 2013.